# Kaskader

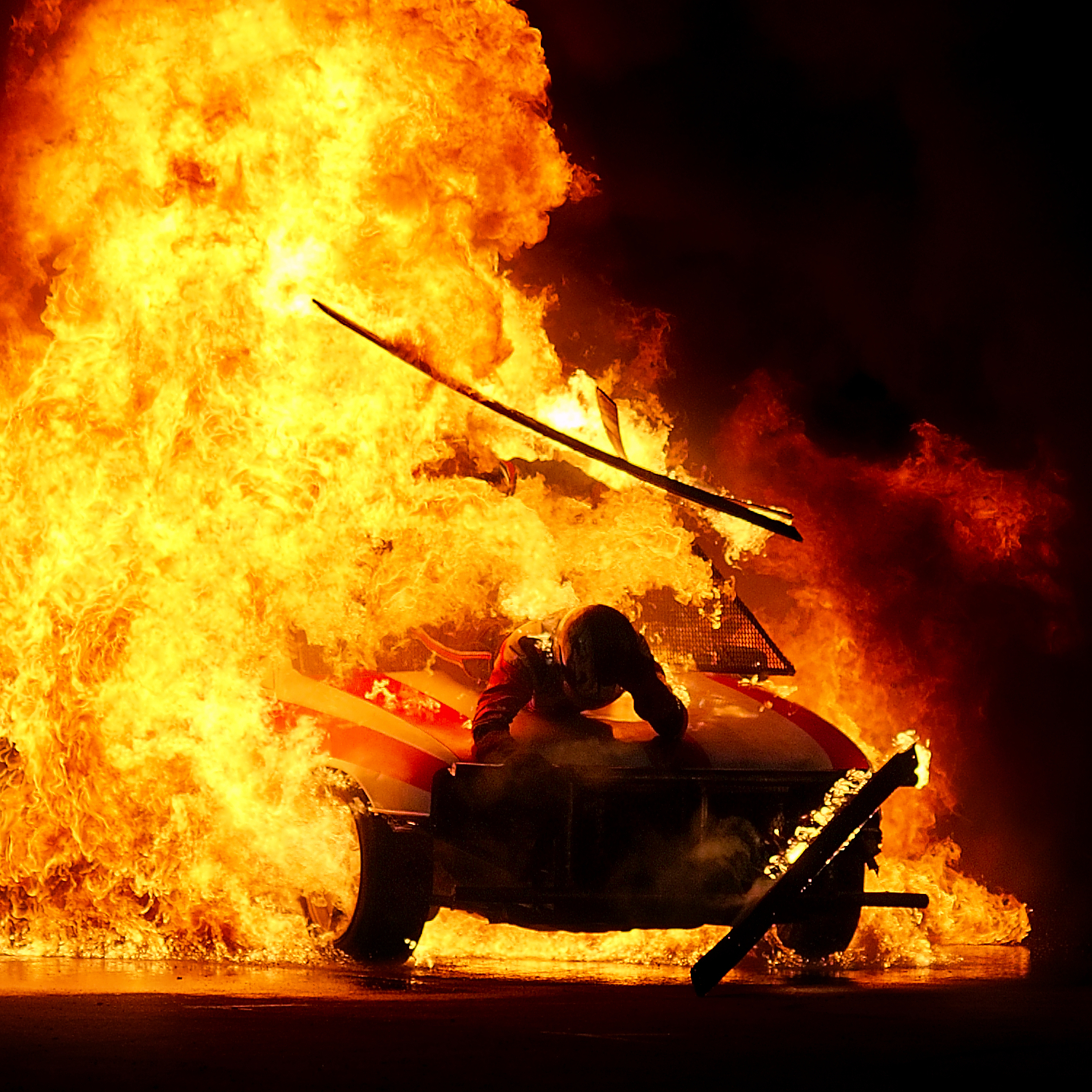
Kaskader w pokazie pirotechnicznym

Kaskader – osoba zawodowo wykonująca jako dubler w filmach lub przedstawieniach teatralnych niebezpieczne sceny, takie jak: wypadki samochodowe, sceny walki, upadki z dużych wysokości, palenie, ewolucje konne itp.
Kaskader może w pewnych sytuacjach wykonywać samodzielne zadania aktorskie, z którymi związane jest ryzyko. Kaskader pracuje pod okiem koordynatora kaskaderów. Poza odpowiednią sprawnością i umiejętnościami, których nabywa w trakcie wieloletniego treningu w szkole kaskaderów filmowych, powinien zdobyć odpowiednią liczbę specjalistycznych licencji, które uprawniają do wykonywania poszczególnych efektów.
Decyzje tyczące się stwierdzenia kwalifikacji, do wykonywania zawodu kaskadera wydawał do roku 2004 Przewodniczący Komitetu Kinematografii. Kaskaderem filmowym – koordynatorem mogła zostać osoba, która posiada średnie wykształcenie i minimum 6 lat doświadczenia w pracy jako kaskader filmowy.